# Usporedba
Usporedba je ključna stilska figura koja nastaje uspoređivanjem pojmova temeljem sličnosti i zajedničkih osobina. U hrvatskome se jeziku ostvaruje pomoću riječi kao i poput. Rečenice koje sadrže riječi kao i poput primjeri su usporedbi.
Iz usporedbe je nastala poredba ili komparacija, antiteza, metafora i dr.

## Primjeri
Usporedbe u svakodnevnom govoru:
-mirisan poput ruže
-prljav kao prase

### Usporedba u pjesništvu
- Dobriša Cesarić, „Voćka poslije kiše” Al nek se sunce malko skrije, Nestane sve te čarolije. Ona je opet kao prvo, Obično, jadno, malo drvo.
- Ivan Goran Kovačić, „Jama”I više nisam ništa čuo, znao: U bezdan kao u raku sam pao
- Vladimir Nazor, „Cvrčak”I cvrči, cvrči cvrčak na čvoru crne smrče Svoj trohej zaglušljivi, svoj zvučni, teški jamb.  Podne je. - Kao voda tišinom razl'jeva se Sunčani ditiramb.
- Wislawa Szymborska, „Radost pisanja”

Kamo trči ta napisana srna kroz napisanu šumu?
Da li ide piti iz napisane vode,

koja će njezinu njuškicu odraziti kao indigo?